# Thilo Schlüßler

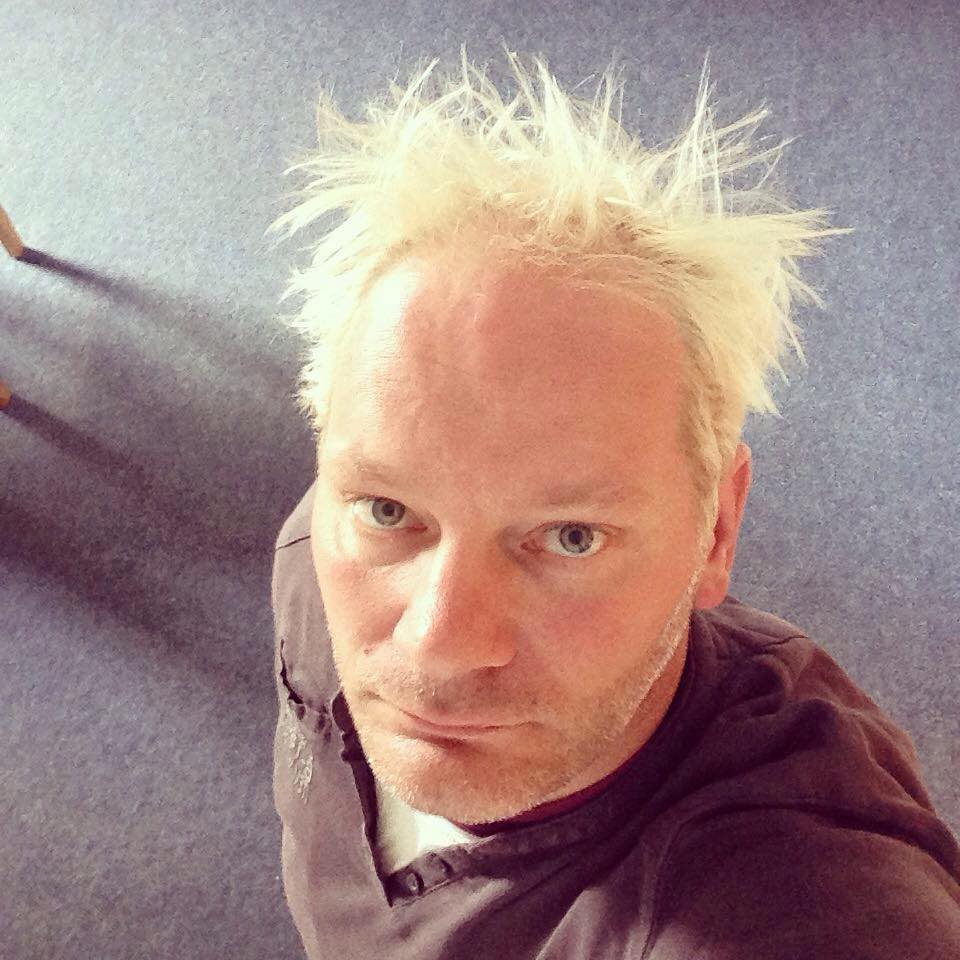
Thilo Schlüßler (2015)

Thilo Schlüßler (* 1972 in Pasewalk) ist ein deutscher Schauspieler, Theaterregisseur und seit 2017 Geschäftsführer der KUBIBE.Berlin gGmbH des VIA Unternehmensverbundes.

## Leben
Nach dem Abitur machte Schlüßler eine Ausbildung zum Elektromonteur für Hochspannungs- und Kraftwerksanlagenbau. Nach einigen freien Arbeiten als Regisseur und Schauspieler studierte er 1997–2001 Schauspiel an der Hochschule für Musik und Theater „Felix Mendelssohn Bartholdy“ Leipzig. Abschluss mit Diplom. Darauf folgten Engagements unter anderem am Nationaltheater Weimar, Düsseldorfer Schauspielhaus, Stadttheater Pforzheim und dem Mecklenburgischen Landestheater Parchim, dessen stellvertretender künstlerischer Leiter er von 2003 bis 2005 war.

## Regiearbeiten
(Jeweils Jahr, Autor, Werk, Theater)
- 1996: Adolf Muschg, „Der Zusenn oder das Heimat“, Mikado Berlin, Fassung, Regie, Bühne
- 1997: Tankred Dorst, Herr Paul, Mikado Berlin, Das wilde Kollektiv, Regie, Bühne[5]
- 1999: Johann Wolfgang von Goethe „Faust, der Tragödie erster Teil“, für einen Schauspieler und ein Publikum, Bibliotheken Weimar, Fassung, Regie
- 2001: Sabine Zaplin „Bleibt unter uns“, MLT Parchim, Regie
- 2002: Inge Debelts „Junkie“, MLT Parchim, Fassung, Regie
- 2003: Georg Büchner, Bearbeitung von „Dantons Tod“, „danton 101“, MLT Parchim, Fassung, Regie, Ausstattung
- 2003: Günter Jankowiak „Genau wie immer:alles anders“, MLT Parchim, Fassung, Regie
- 2004: Astrid Lindgren „Karlsson vom Dach“, MLT Parchim, Fassung, Regie
- 2004: Lutz Hübner „Creeps“, MLT Parchim, Regie
- 2004: Oscar Wilde „Das Gespenst von Canterville“, MLT Parchim, Regie
- 2004: „Projekt X“, Themenabend mit Video und 3D-Projektionen, in Zusammenarbeit mit dem Fraunhofer-Institut FIRST Berlin, Idee, Bühne, Film- und Stückregie
- 2005: Johann Wolfgang von Goethe „Faust 1“, Brotfabrik Berlin, Bühnenfassung der Lesung, Regie
- 2005: Lutz Hübner „Kiss“, MLT Parchim, Fassung, Regie[6]
- 2006: dreisprachiges Theaterprojekt für „Stiftung der deutschen Wirtschaft“
- 2007: Antoine de Saint-Exupéry „Der kleine Prinz“, MLT Parchim, Regie[7]
- 2007: „Odysseus, nach Homer“, Regie, Textfassung
- 2008: Enda Walsh „Chatroom“, Regie/Ausstattung, MLT Parchim
- 2008–2011: Leitung des Projektes „Theater der Bildung“ mit unterschiedlichen Theaterproduktionen für Kinder, Jugendliche und Erwachsene (3 Produktionen, Regie)
- 2012: Johann Wolfgang von Goethe „Faust 1“, MLT Parchim, Regie, Fassung, Bühne
- 2015: Johann Wolfgang von Goethe „Faust 1“, MLT Parchim, Regie, Fassung, Bühne (Neuinsz.)[8]
- 2015: Nick Wood, „Malala Yousafzai,“, MLT Parchim, Regie, Fassung, Bühne[9]
- 2016: Johann Wolfgang von Goethe „Faust 1“, Landesbühnen Sachsen, Regie, Fassung, Bühne
- 2016: Lotte Farup, „Als wir verschwanden“, MLT Parchim, Regie, deutschsprachige Erstaufführung[10]
- 2018: Anna Gavalda, „35 Kilo Hoffnung“, MLT Parchim, Regie[11]

## Schauspielrollen (Auswahl)
(Jeweils Rolle, Werk, Autor, Regie)
Nationaltheater Weimar
- Kruse, Effi Briest, Theodor Fontane, Amélie Niermeyer
- Beppo, Momo, Michael Ende, Susanne Lietzow
- Schwarz, Die Räuber, Friedrich Schiller, Anette Büschelberger

Düsseldorfer Schauspielhaus
- Bjarne, Der Name, Jon Fosse, Jürgen Gosch

Theater Pforzheim
- Leonce, Leonce und Lena, Georg Büchner, Marcus Lachmann
- Stefan, Butterbrot, Gabriel Barylli, Jan Friso Meyer
- Graf Almaviva, Der tollste Tag, Peter Turrini, Jan Friso Meyer

Mecklenburgisches Landestheater Parchim
- Macbeth, Macbeth, William Shakespeare, André Hiller
- Ferdinand, Kabale und Liebe, Friedrich Schiller, André Hiller
- Hamlet, Hamlet, William Shakespeare, André Hiller
- Erich, Hallo Nazi, Monoblock, Th. Ott-Albrecht
- Schimmelpfennig, Und ewig rauschen die Gelder, Michael Cooney, Th. Ott-Albrecht
- Dussel, Tagebuch der Anne Frank, Anne Frank, Ralf Krolkiewicz
- Bang Johansen, Die Olsenbande dreht durch, Peter Dehler, Marcus Staiger
- Wolf, Rotkäppchen, Jewgeni Schwarz, Katja Mickan[12]

Freilichttheater Waldenburg
- Old Shatterhand, Winnetou 2, Karl May, Herbert Grädke

## Kulturprojekte
- 2005–2012: Vorstandsvorsitzender des Kulturvereins Prenzlauer Berg (KVPB)[13]
- 2005–2015: Leitung des Kulturzentrums „Danziger50“
- 2007: Leitung des Theaterprojektes a.d. Klecksgrundschule, Berlin
- 2007: Rhetorik- und KörperStimmeSprache-Kurse in Berlin
- 2008: Fotoprojekt „Die Welt ist nebenan“, Marzahn, gef. durch Respektabel
- 2009: Organisation von klassischen Konzerten im Kaufhaus Alexa
- 2010–2011: Gründung und redaktionelle Arbeit Zeitschrift „bezette“
- 2012: „Die andere Welt ist nebenan“, Fotoprojekt zum Stadtfest Høje-Taastrup
- 2012: Filmprojekt mit Jugendlichen zum „Tag des Handwerks“
- 2013: „Theater und Gesellschaft“, Konzept, Durchführung, ZENTRUM d50
- 2014: Trickfilmarbeiten mit Alfred-Nobel-Schule Berlin-Britz und Schule im Hofgarten, Berlin-Prenzlauer Berg
- 2015: Initiator und Leiter der Pankower theater tage[14]